# 马尔斯贝格

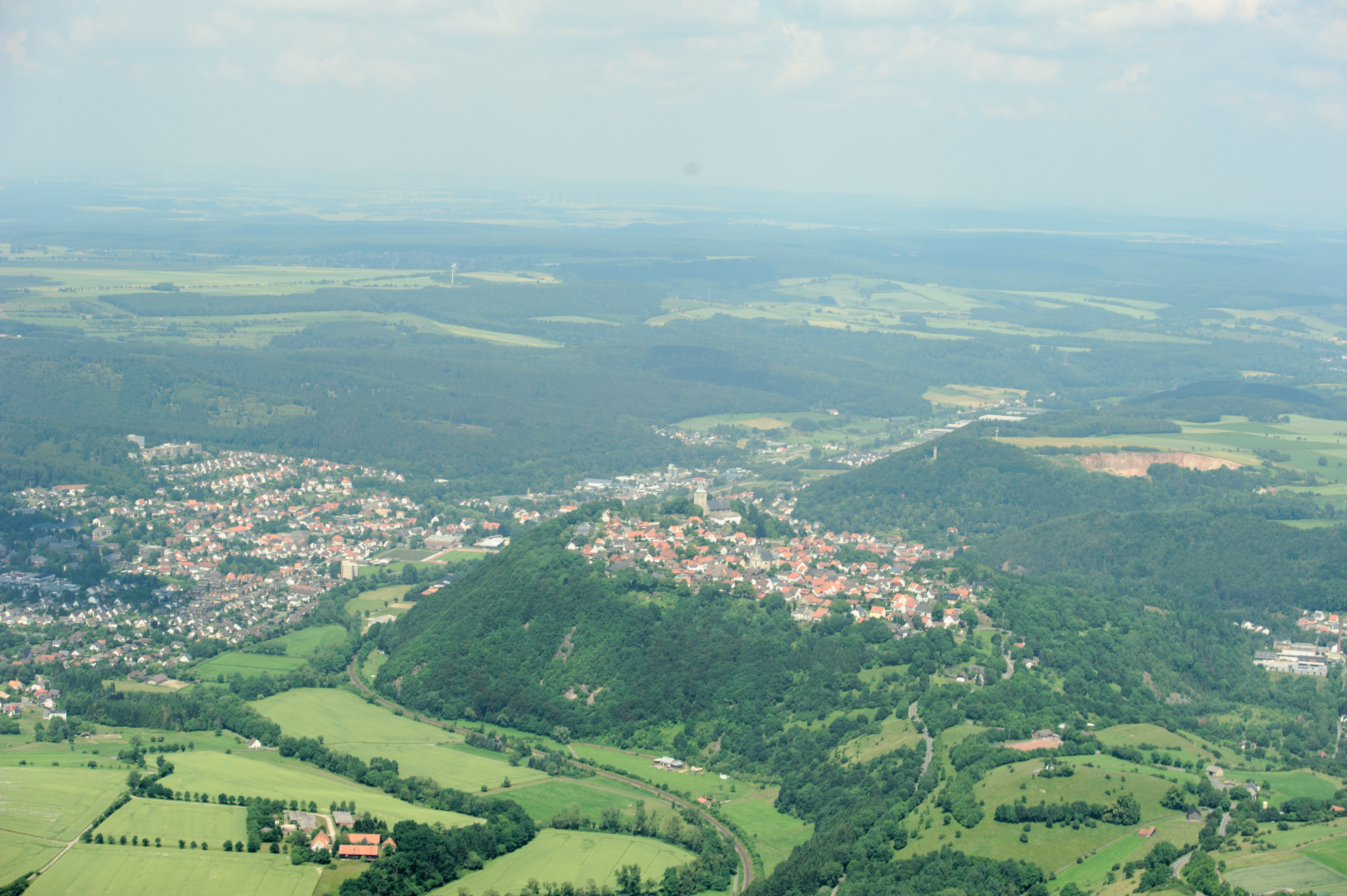
马尔斯贝格

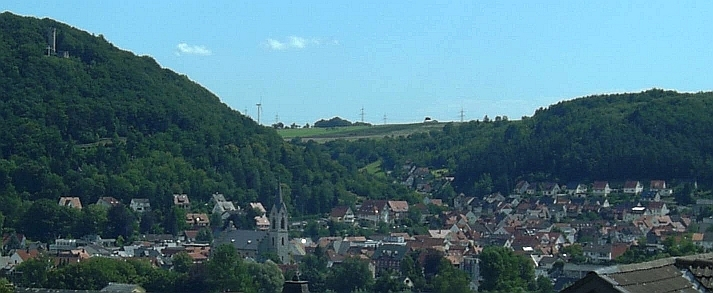
马尔斯贝格

马尔斯贝格（發音：[ˈmaʁsˌbɛʁk] ⓘ）是德国北莱茵-威斯特法伦州阿恩斯贝格行政区上绍尔兰县的城市，位于绍尔兰地区东北部，面积182.22平方千米，2023年12月31日人口为19,704人。
马尔斯贝格在1975年北莱茵-威斯特法伦州行政区划改革过程中由上马尔斯贝格、下马尔斯贝格以及其它一些周边市镇合并而成。
传说在上马尔斯贝格埃雷斯堡上的世界樹曾经是萨克森人最重要的圣地。卡尔大帝下令把它摧毁后在这里建造了威斯特法伦最老的修道院，后来这座修道院被并入柯维修道院。下马尔斯贝格发展成一个市场，在政治上它律属上马尔斯贝格。中世纪早期当地是一个重要的矿山地区。

## 地理

### 位置
马尔斯贝格位于帕德博恩以南约29千米处，离黑森州的边界只有3千米。它的市区位于迪默爾河的河谷中，格林德河在它的市中心注入迪默爾河。它的西边是布里隆高地，北侧也是高地，东侧是丘陵，西南是迪默爾湖自然公园。在北部它与条顿堡林山自然公园接壤。
马尔斯贝格的市中心海拔高度为250米，马尔斯贝格火车站的高度为249.8米，但是整个市区的高度区别非常大，最低点是迪默爾河的东部，只有海拔206米，最高点位于迪默爾湖大坝以东的一座山上，海拔594.6米。

### 市区面积
马尔斯贝格的总面积为182平方千米（2002年，18201.3公顷）。其中838.4公顷是建筑物、道路和广场、42.6公顷是工厂、9086公顷是农业面积、7135公顷是林地、166.8公顷是水面。

### 周边市镇
马尔斯贝格周边的市镇有：
| - 巴特阿罗尔森 - 巴特温嫩贝格 - 布里隆 - 迪默尔塞 | - 迪默尔施塔特 - 利希特瑙 - 瓦尔堡 |

### 市区
马尔斯贝格分17个市区。

### 地质

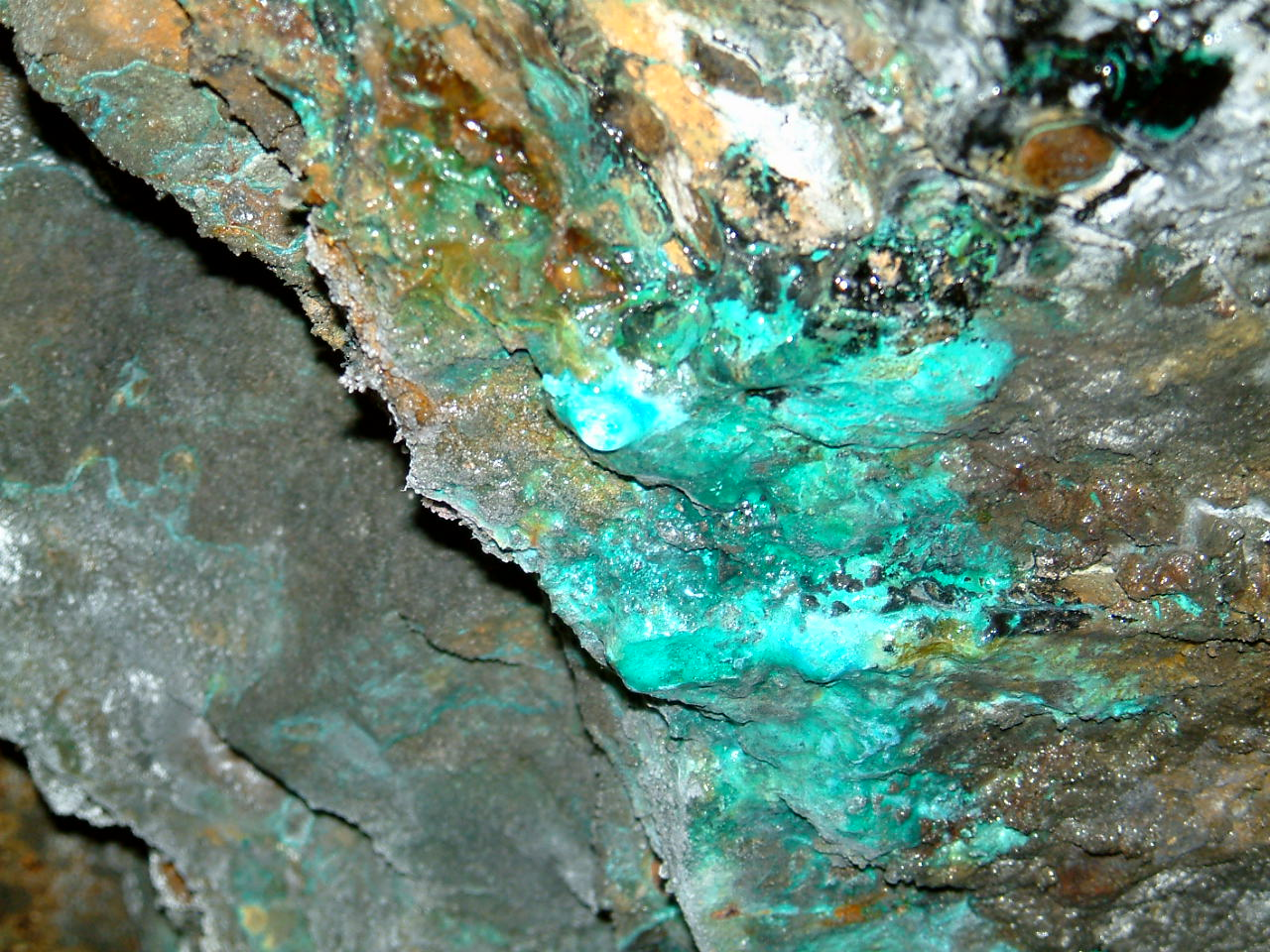
在马尔斯贝格的铜矿矿脉

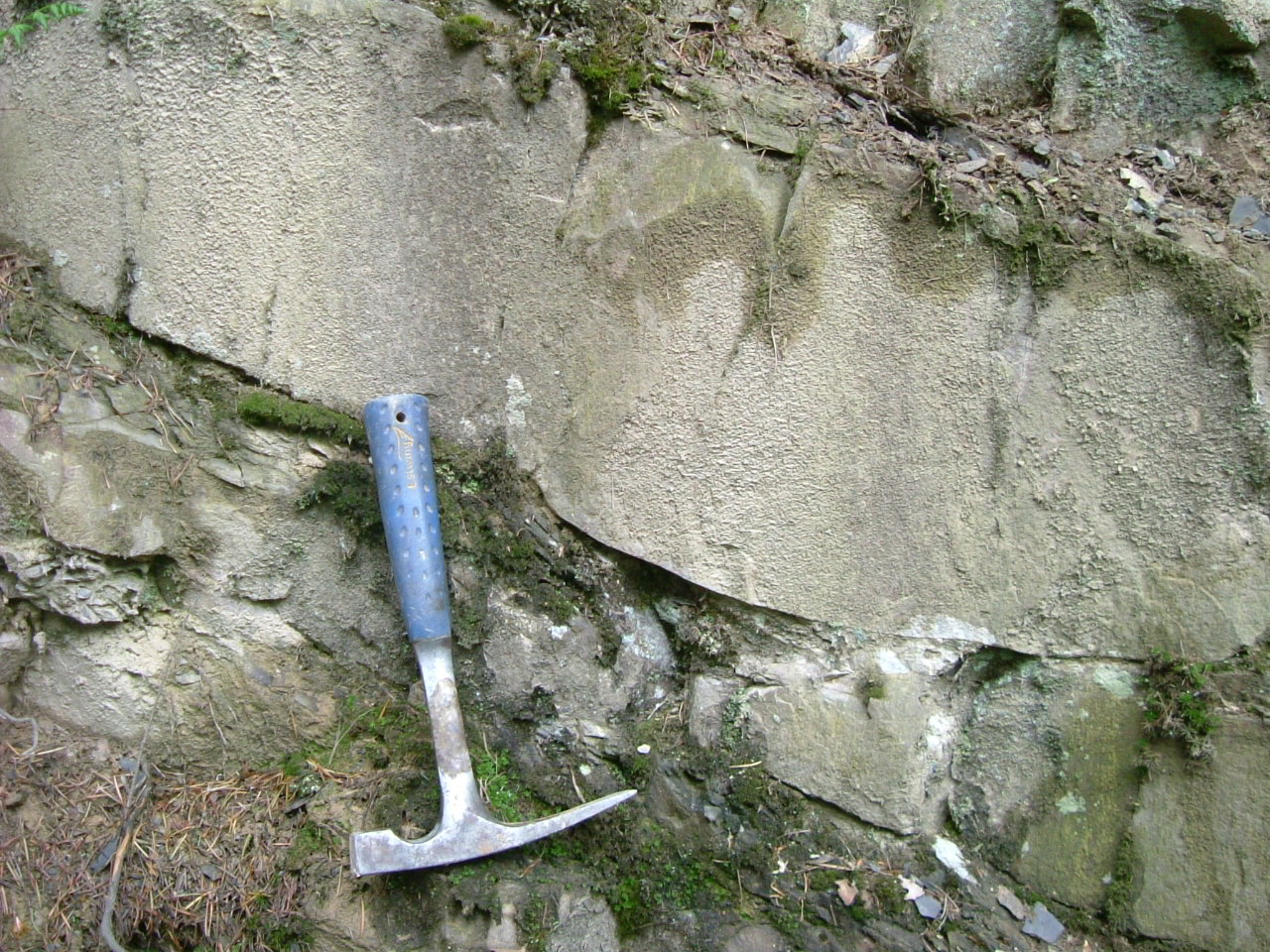
交替的砂岩和薄的粘土岩岩层

马尔斯贝格位于莱茵兰页岩山脉、黑森低地和明斯特低地三个地质构造的交替点。因此它的地质形态非常复杂。马尔斯贝格最古老的岩石源于泥盆纪。泥盆纪的沉积形成红色、绿色和灰色的粘土岩页岩层。这些粘土岩上面有一层密西西比世的黑色粘土页岩，马尔斯贝格的铜矿大多数位于这个岩层中。密西西比世岩层的上部以颗粒状的石灰岩和粘土岩组成（放射虫岩）。此后岩层的石化度逐渐降低，沉淀形成深灰色的粘土岩，在这些岩层里有许多贝壳留存下来。再向上越来越多的沙沉积下来，在密西西比世上层和賓夕法尼亞世灰色的粘土岩和淡色、细颗粒的砂岩不断交替。在马尔斯贝格的旅游矿山吉里安矿山里游客可以看到一个当地岩层的剖面。
在賓夕法尼亞世晚期整个莱茵兰页岩山脉在华力西造山运动中被提升和折叠。
造山运动结束后在乌拉尔世气候干燥，上升和折叠的山脉开始被风化和平原化。在乐平世从北方扩展的海洋覆盖了今天的马尔斯贝格，海洋的石灰石沉淀下来。由于气候干旱这个海岸地区在乐平世多次干枯。石膏、硬石膏和其它陆地沉积显示当时的变化。在乐平世里马尔斯贝格至少被海水浸没过四次。在此后的早三叠纪时期气候又变得湿润，砂岩和粘土岩沉积下来。今天在马尔斯贝格以东的黑森盆地里这样的沉积很普及。
到白垩纪后期为止马尔斯贝格地区是陆地。约1亿年前北海扩展到莱茵兰页岩山脉的山脚下。在被海水淹没的地方泥灰岩和石灰岩沉积下来。今天马尔斯贝格北部主要是这样的岩石。白垩纪后期中部时当地的地质活动又加强，再次使得岩石层变形。从这个时候开始莱茵兰页岩山脉再次上升，河谷逐渐风化切入山坡。在第三紀由于气候温暖潮湿風化作用非常强。尤其石灰岩被风化形成许多洞穴。石灰岩和泥灰岩失去石灰后遗留下来的岩石形成岩柱。
第四紀时期斯堪的纳维亚的冰川没有到达今天的马尔斯贝格。冰川的前锋位于今天的明斯特盆地。在温暖的时期河谷变得更深，在寒冷的时期在河谷里堆积乱石。直到今天为止土壤形成、风化和沉积过程依然在不断更改当地的地质构造。最新的沉积包括在泉水泉头形成的石灰華和人为的铜页岩开发时堆积的乱石堆。

## 历史

### 早期历史
今天的上马尔斯贝格位于一个容易防御的山脊高地上。只有从南边的山脊可以轻易上到高地上。最早的人类迹象可以确定到公元前14000年。公元前4到3千年时当地有米歇尔斯贝尔格文化的陶器遗留下来。当时山上显然已经有一座新石器时代村落。罗马人到达前的铁器时代也有遗迹留下。

### 中世纪早期

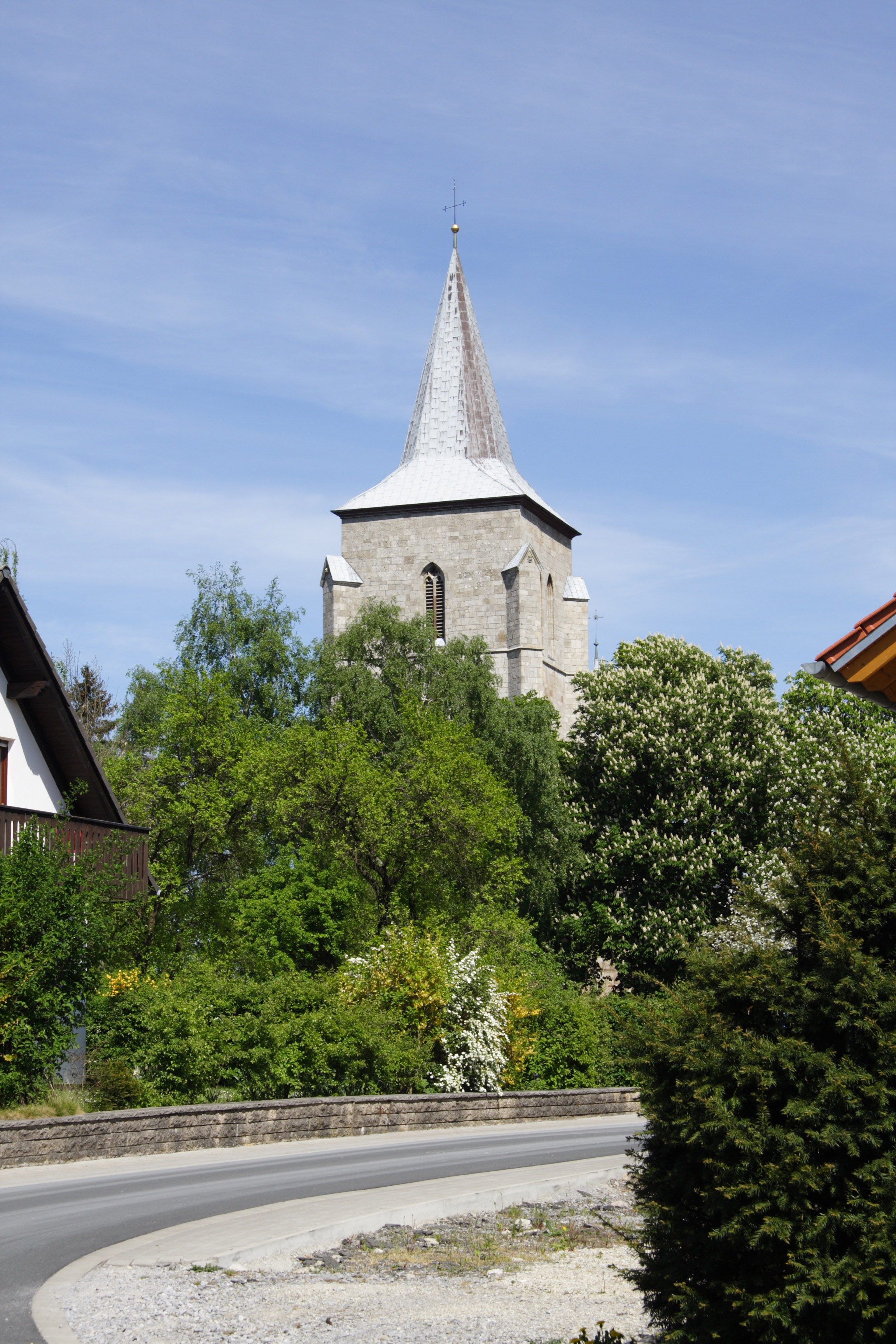
上马尔斯贝格教堂的钟楼

最早提到马尔斯贝格的文献源于撒克遜人时代。法蘭克王家年代記中当地被称为埃雷斯堡。它是撒克逊人最重要的丘堡，据蒂特玛它的世界樹是撒克逊人被基督化以前最重要的圣地，但是这个记载至今为止没有任何考古学证据。这跟世界树也是为什么查理曼在萨克森战争中把马尔斯贝格定为首要作战目标。772年丘堡和世界树柱被毁。撒克逊人重新占领马尔斯贝格，776年该丘堡再次被法兰克人占领。785年查理曼下令重建丘堡，但是估计规模被缩小。丘堡内的东北部建造了当地的第一座教堂，保罗教堂，和威斯特法伦的第一座修道院，上马尔斯贝格修道院。周边地区被这个修道院基督化。据一份离当时时间不远的叙述教宗良三世去参加在帕德博恩召开的帝国会议时正好借机为该教堂施行启用仪式。有一段时间里埃雷斯堡也被当做皇帝的行宫。785年查理曼和他的家人在这里居住了数个月。
虔誠者路易把修道院及其财产交给柯维修道院。原来独立的修道院成为一个分院。在丘堡下面逐渐形成了一个村落。后来分院的院长也成为上马尔斯贝格的牧师。
公元915年前埃雷斯堡就已经被分给萨克森公爵亨利一世。在这段时间里埃雷斯堡是萨克森的据点之一，他们在当地战胜弗兰肯的埃贝哈德。938年坦克玛在上马尔斯贝格教堂的圣坛上被一条从窗外投入的长矛刺杀，由此结束了他与他的半兄弟奥托一世之间的争议。
从1036年到1039年被废弃的克恩顿公爵阿达尔贝罗·冯·埃彭施泰因被关押在埃雷斯堡。
当地的矿山以及两条在这里交叉的商道使得马尔斯贝格获得其重要性。在这个交叉口形成一个新的村落，它后来成为下马尔斯贝格。900年童子路易授予柯维修道院在下马尔斯贝格设立市场、收税和铸币的权利。一份据说是奥托一世962年签署的文献授予多特蒙德的商人和柯维修道院在下马尔斯贝格购买土地的专利。不过这份文献很可能是11世纪伪造的。

### 中世纪中期和晚期

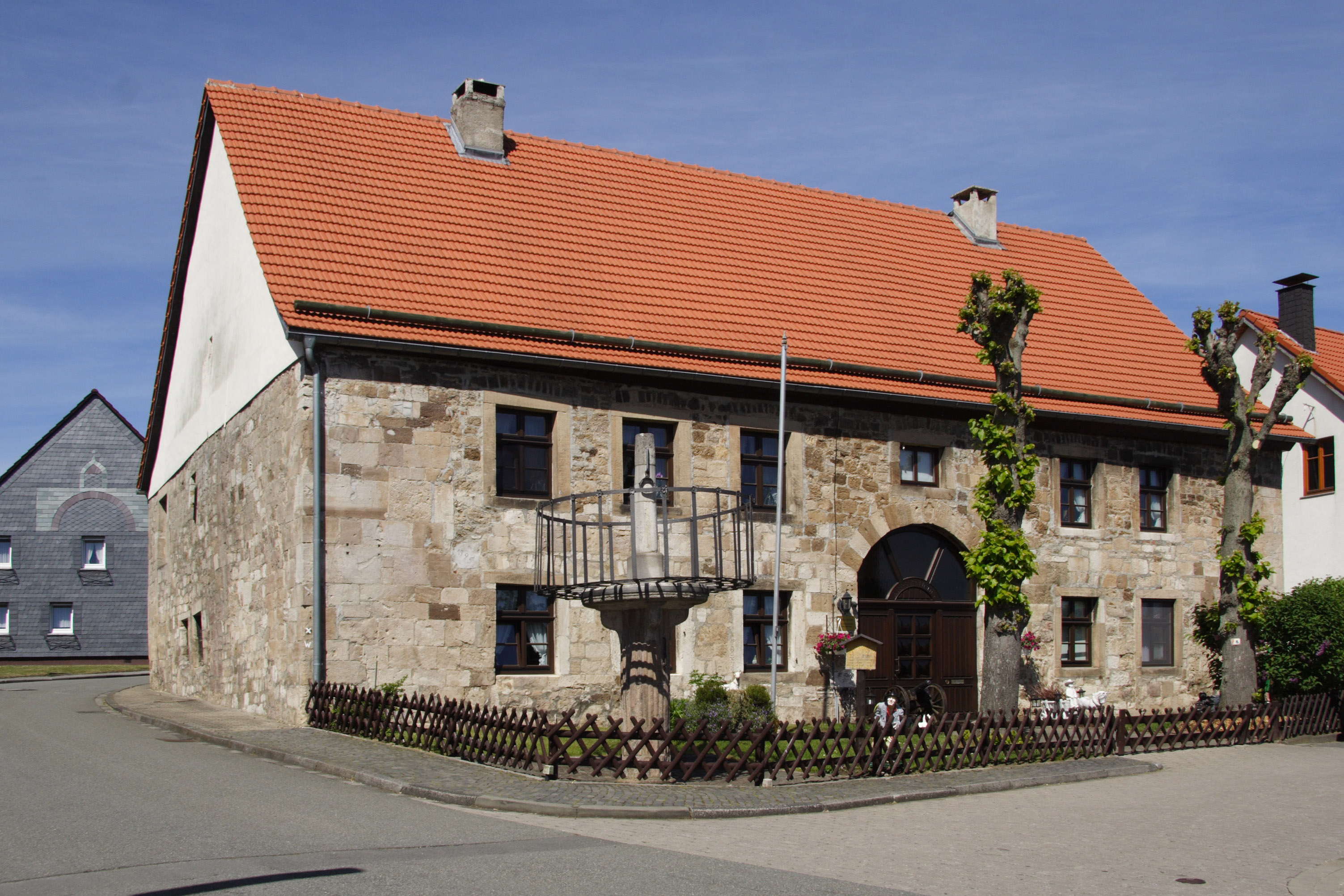
上马尔斯贝格的老市政大厦

此后马尔斯贝格城堡被转到当地贵族手中。1113年帕德贝格伯爵家族覆灭后柯维修道院请求阿恩斯貝格伯爵腓特烈摧毁上马尔斯贝格城堡。1144年后柯维修道院院长又下令重建城堡。上马尔斯贝格居民反抗，请求阿恩斯貝格伯爵帮助。1145年阿恩斯貝格军摧毁城堡。在施瓦伦贝格伯爵的帮助下柯维修道院获胜。1150年国王再次签署文献证实柯维修道院的财产权。
一份12世纪前25年的柯维修道院财务账单纪录了当时的下马尔斯贝格的重要性。当时那里有两座教堂、两座小教堂和三座磨坊。最早的教堂后来荒废。第二座教堂是1036年到1046年间启用的。当时的居民数估计在750到900人之间。当地的一个贵族家族被柯维修道院设立为长官。但是下马尔斯贝格没有形成城市结构。除贸易外居民还制造纺织品以及开旷和从事金属加工。1150年柯维修道院获得德意志国王批发的允许开发附近的矿脉。1180年狮子亨利失权和属于科隆選侯國的威斯特法伦公国被设立后柯维修道院被科隆的领土包围。1196年柯维修道院也投靠科隆。
期间设立长官的权力从柯维修道院转到帕德博恩主教手中，居民与帕德博恩主教因此产生冲突。1208年柯维修道院从帕德博恩主教教省彻底分裂出去后它要求上马尔斯贝格分院也同样获得独立权。在科隆大主教和柯维修道院院长的怂恿下许多尤其富有的下马尔斯贝格居民在1220年左右迁到上马尔斯贝格。在这段时间里上马尔斯贝格建造了一座城墙，并开始修建一座新教堂。柯维修道院授予上马尔斯贝格自我管理权。从1222年起上拥有城市权利，从1229年起城市由一个12名成员组成的市议会和市长管理。市议会里即有市民成员也有骑士成员。最早流传下来的市印章源于1231年。
实际上科隆大主教作为威斯特法伦公爵完全统治上马尔斯贝格。柯维修道院短期从科隆获得了上马尔斯贝格的财产权。但是1230年柯维修道院就不得不把上马尔斯贝格的一半转让给科隆。铸币权也被平分。此后上下马尔斯贝格被柯维修道院和科隆大主教双重统治。科隆的影响力逐渐扩大。马尔斯贝格逐渐成为科隆对付邻近的瓦尔代克的据点。约1322年市内建造了一座城堡。1342年在附近坎斯泰因的城堡建成后市内城堡的重要性下降。1507年除修道院分院外整个城市成为科隆的财产。在宗教上除修道院分院外它依然属于天主教帕德伯恩总教区。
下马尔斯贝格虽然是一个自立的村落，而且有自己的城墙，而且从14世纪开始自称城市，但是一直被上马尔斯贝格管理。在下马尔斯贝格不允许手工艺人定居，其居民没有任何政治权利。在下马尔斯贝格的西北角柯维修道院建造了一座城堡。

### 现代早期

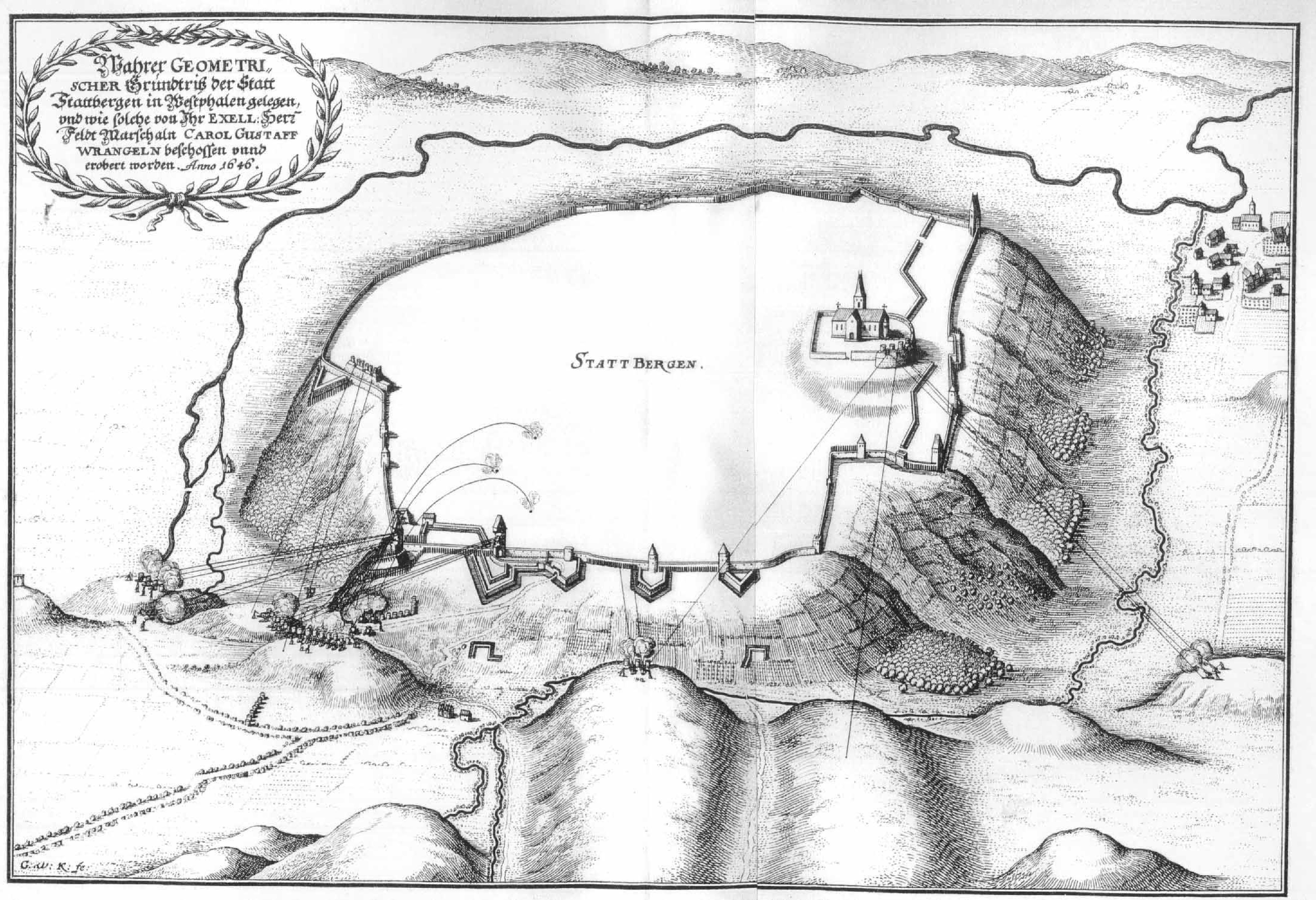
三十年战争中炮轰上马尔斯贝格城堡，1647年马特乌斯·梅里安制作的铜版刻

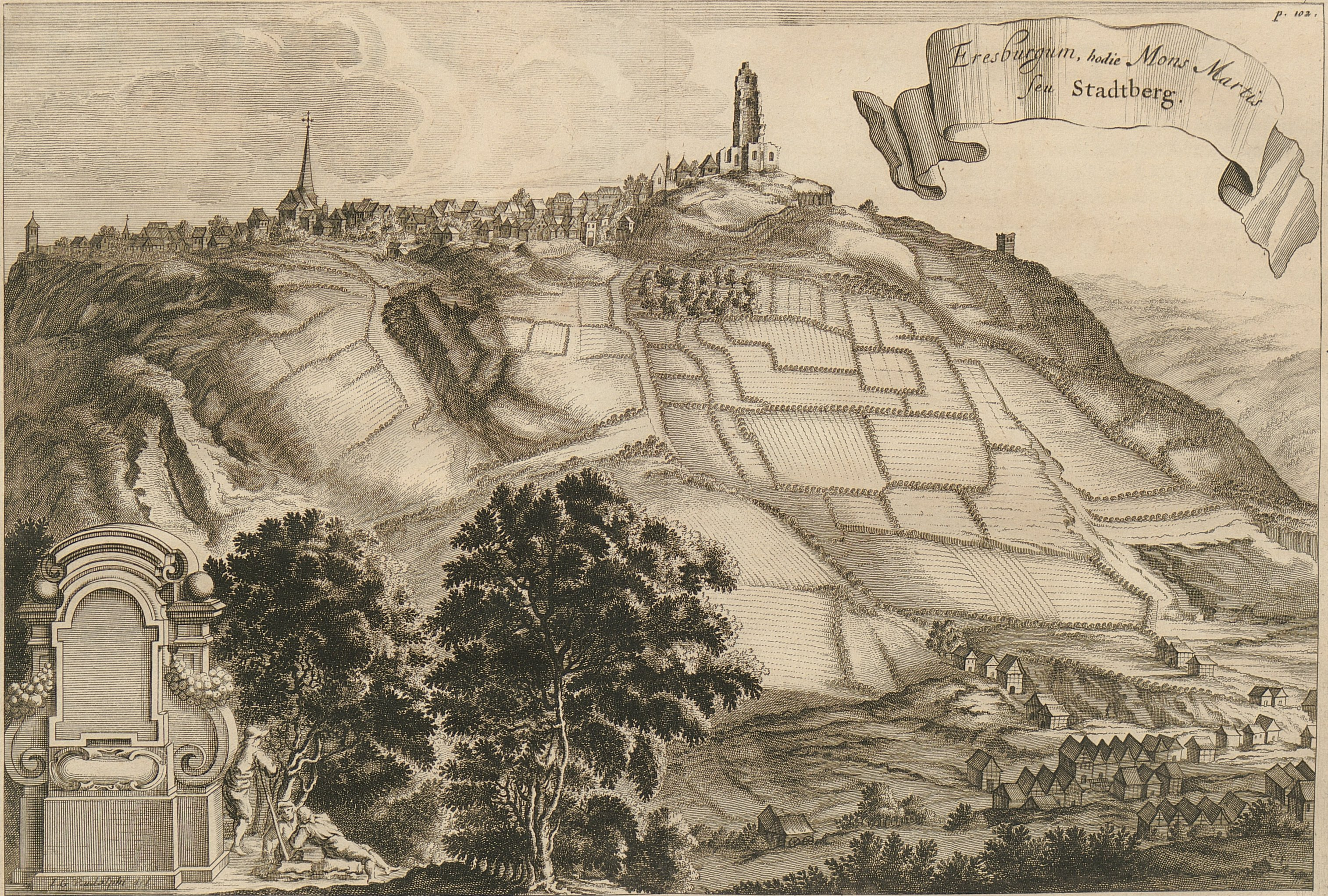
1670年的马尔斯贝格

可能由于附近的瓦尔代克采纳了新教，早在1540年代宗教改革就进入马尔斯贝格。在宗教改革的影响下1539年行会发动反抗市政府。科隆大主教因此暂时禁止行会。很长时间里柯维修道院无法在马尔斯贝格派驻牧师。大主教格布哈特·特鲁赫泽斯·冯·瓦尔德堡试图在科隆引入宗教改革， 但是失败，他的继承人恩斯特·冯·拜恩和斐迪南·冯·拜恩则加强反宗教改革。重新天主教化的过程持续很久。1615年多数为新教徒的市议会被撤销。1630年市内仅有少数新教家庭。许多路德派的，往往富有的居民迁走对当地的经济产生负作用。

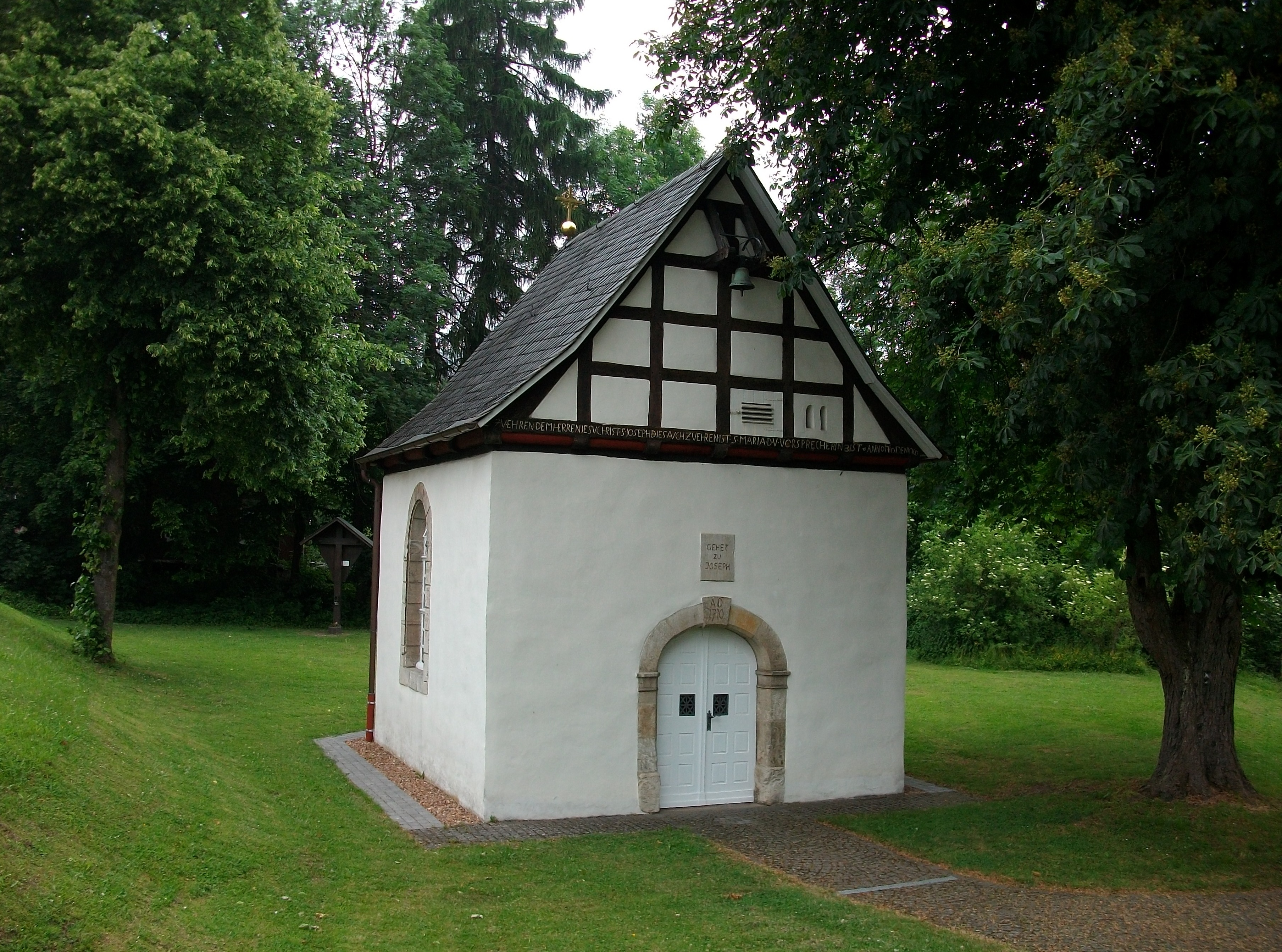
1710年启用的约瑟夫小教堂

1612年到13年间马尔斯贝格受鼠疫打击严重，据报道在5个月里有1200人丧生。
在三十年战争中马尔斯贝格是皇帝军的一个常驻据点。从1632年开始黑森军多次试图攻占马尔斯贝格，都没有成功。但是城墙和许多市内建筑被严重损坏。附近的许多矿山和冶矿场所被毁。此后城市被焚毁，教堂被炸。
1646年瑞典军炮轰和攻占马尔斯贝格，此后在市内抢劫10天。这次摧毁使得上马尔斯贝格的重要性极度下降。许多居民迁到下马尔斯贝格。因此上马尔斯贝格老城的结构得以保存。居民数逐渐转移到迪默爾河河谷里的下马尔斯贝格。
1781年马尔斯贝格共有约400座房屋，是威斯特法伦公国最大的城市之一。与它相比公国的首府阿恩斯貝格当时只有252座房屋。市内的政治由一个很小的群决定。市议会不再被选举，而是每年老市议会任命新议会。但是下马尔斯贝格的居民无法摆脱上马尔斯贝格市议会的统治。19世纪初修道院分院被撤销。1808年在黑森统治下下马尔斯贝格终于从上马尔斯贝格独立出来。1827年作为普鲁士威斯特法伦省的一部分当地的法院被从上马尔斯贝格迁到下马尔斯贝格。

### 獵巫

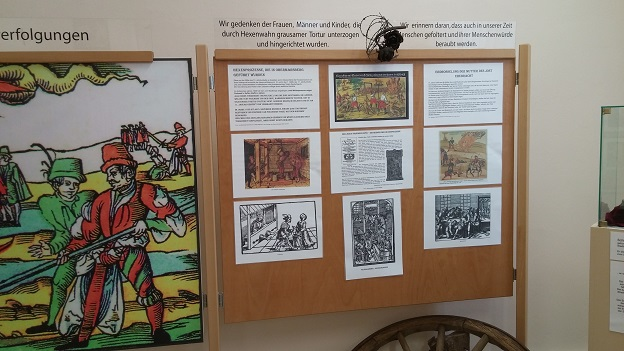
马尔斯贝格博物馆里纪念猎巫受害者的纪念碑

马尔斯贝格与威斯特法伦公国其它地区一样有众多猎巫事件。仅在帕德贝格村在1588年到1590年间就有9人被告，1592年到1602年间又有4人被告。1648年到1650年间在小村艾森托有两个人被告。1656年到1658年间在小村坎斯泰因有9名妇女在猎巫过程中被处死。其它11个控告的结果不明。1628年到1630年间猎巫在威斯特法伦公国达到顶峰，在这几年里马尔斯贝格也有被告，但是数量不明。1598年到1630年间在马尔斯贝格城内至少可以证实有6个人被告：
- 1598年约瑟夫·艾尔布莱希特的母亲[22]
- 1629年铁匠库尔特·皮克哈特的女儿[23]
- 1629年一名妇女，被拷打死亡[23]
- 1630年莱尼肯·约翰[23]
- 1656年一名女孩[20]
- 年份不明，一名制帽手艺人[24]

马尔斯贝格家乡博物馆里有一个纪念处纪念在猎巫过程中的受害人。

### 19和20世纪
下马尔斯贝格经济起步比较早。除玻璃制造外矿业和铜加工是最重要的经济部门。这个经济结构对社会结构有很大的影响。工厂和矿山附近的村落里以农业和手工业混合为主。这里居住的许多工人也还拥有小面积的农田。在离工厂和矿山比较远的村庄里则主要是纯农务居民。
1882年吉尔豪森村里38%的有职业人员是矿工。所有工业职员占44%。而主要从事农业的人只有29%。据1892年一份调查的纪录在被调查的119人中只有30%的人拥有足够多的土地在紧急情况下可以自立更生。大多数其他人只有一座房和一两摩爾亨地，养羊或一头牛。只有7个人完全独身而且没有任何财产。由于经济结构和经济发展危机导致当地的收入不断下降。在附近纯居住村落的帕德贝格德情况类似。
1889年鲁尔区矿工大罢工在马尔斯贝格的矿山也导致罢工。一年后当地又发生工潮，1892年在吉尔哈根及其附近地区的罢工持续了数周。尤其在世纪交替后当地的大多数矿工加入基督教矿工工会。
1906年在布里隆和梅舍德发生要求提高工资的工潮。与此同时在马尔斯贝格的铜加工工业爆发持续数月的罢工。虽然这次罢工不是工会组织的，但是企业加强了反工会的措施。
马尔斯贝格的居民以天主教为主，从德意志帝國时期到魏瑪共和國早期这里主要由德國中央黨为主。在1920年德国国会选举中中央党获得75%的选票。“马克思主义党派”共获得14%的选票（德国社会民主党7.76%，德国独立社会民主党6.17%）。市民党派（德国国家人民党、德国人民党和德国民主党）共获得11.7%的选票。到1928年德國國會選舉中央党的力量有所减弱。它共获得60.79%的选票。但是左派党派（德国共产党和德国社会民主党一共7.33%）和市民党派（11.46%）都未能从中获利。尤其小党派和个别利益党派获利（共20.42%）。魏玛共和国结束时小党派的选民显然纷纷转向纳粹党。1933年3月德國國會選舉时纳粹党在马尔斯贝格获得26.31%。中央党获得60.72%。左派（社民党和共产党）仅获得7.76%。市民党派获得4.9%。
在纳粹统治时期马尔斯贝格是T-4行动的作案地点之一。过去的圣约翰尼斯修道院里设立了一个帝国严重遗传疾病科学统计委员会的儿童专科。在这里约50名青少年被杀害。由于居民不安1941年这个在下马尔斯贝格的专科被关闭转到多特蒙特的医院去了。

### 第二次世界大战
从1940年开始盟军轰炸机偶尔在下马尔斯贝格投炸弹。这些袭击实际上没有任何作用。1944年10月13日12架P-38閃電式戰鬥機向铁路设施投20枚炸弹。其中5枚炸弹没有爆炸。这次袭击页没有造成大损坏。1945年2月4日和22日又有空袭。3月14日强烈轰炸中铁路设施、工业设施和居民住房被炸。跨越蒂默尔河的铁路桥也被破坏严重。铁路运输由此中断。3月19日的空袭把铁路桥彻底摧毁。3月21日是最后一次比较强烈的空袭，盟军共投约120枚炸弹，其中23枚没有爆炸。火车站及其周边地区被严重破坏。德意志國防軍的一座高射炮也被严重损坏。3名士兵死亡，7名受伤。在所有的空袭中在下马尔斯贝格有一名14岁的少年死亡，多人受伤，大多数受伤者是外来的工人。
1945年3月28日武装党卫队的一个班驻入下马尔斯贝格来抵挡逼近的美国陆军。地区首领下令人民冲锋队在所有向外的街道上设立障碍。3月29日美军从上马尔斯贝格通过没有设立障碍的道路下到下马尔斯贝格。许多建筑上挂白布。许多居民藏到铜矿的矿道或者附近的树林里。一名党卫队小队长从市政厅向美军射击一枚反坦克榴弹，击中最前面的吉普车。四名美军士兵丧生。美军开始射击蒂默尔河桥地区，党卫队的人逃出马尔斯贝格。次日一大队美军坦克从马尔斯贝格继续向东进发。一小队人民冲锋队的人投降被俘。市内的许多房屋被美军和过去的战俘占据。
在第二次世界大战中下马尔斯贝格共有258名男子丧生，其中大多数是在苏德战争或在被俘时死的。

### 宗教

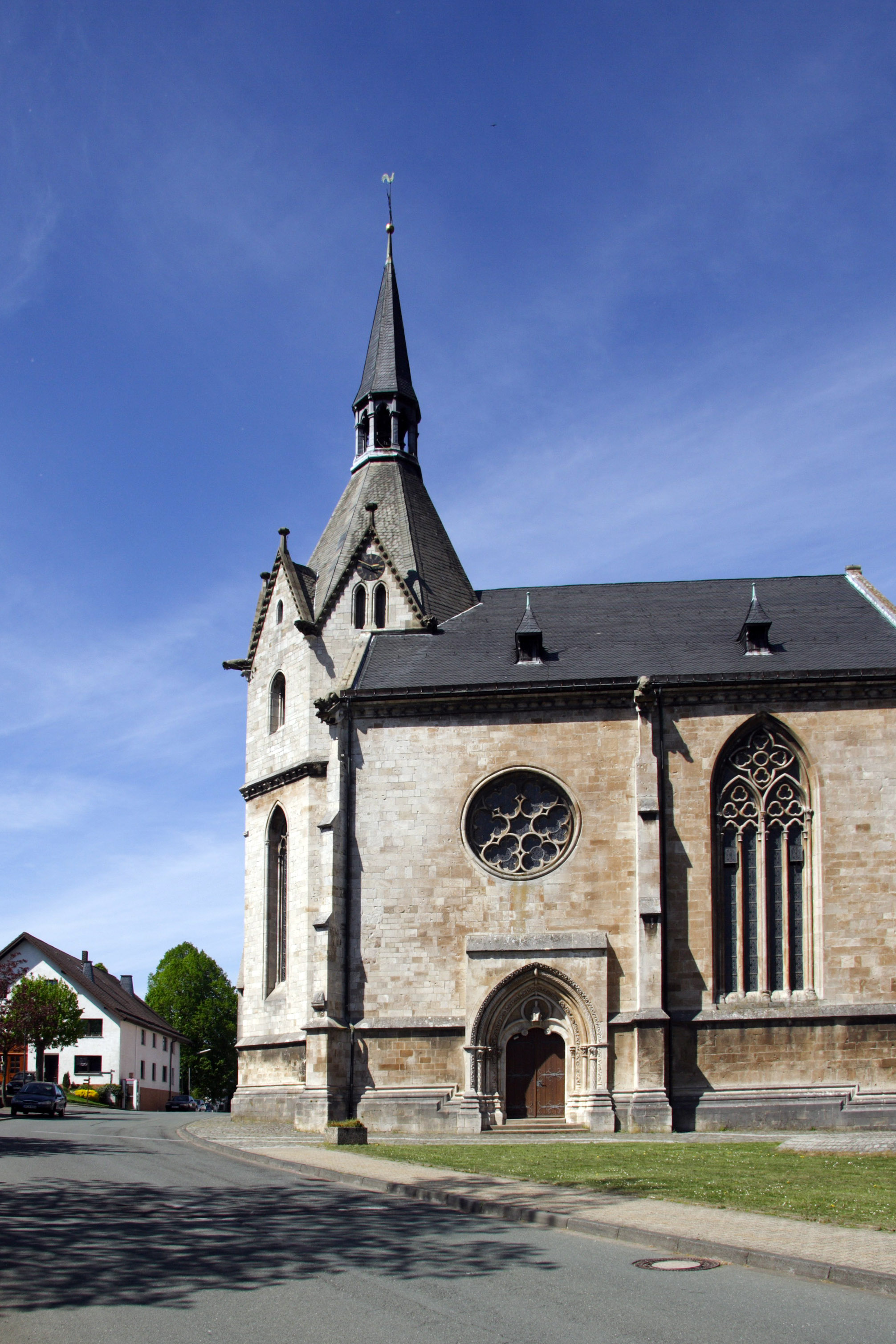
上马尔斯贝格的尼古拉教堂

8世纪后期设立的上马尔斯贝格修道院是威斯特法伦最老的修道院之一，它对当地的基督化起了非常重要的作用。
12世纪里市内又增添了一座修道院。
13世纪里貝居安修會在马尔斯贝格设立了一个修道院。
由于马尔斯贝格离瓦尔代克近在16世纪里宗教改革在这里获得市民拥护。在反宗教改革的努力下马尔斯贝格重新成为以天主教为主。18世纪里马尔斯贝格市内又设立了一个方濟嘉布遣會修道院。随世俗化该修道院被解散。
今天天主教在马尔斯贝格有多个牧区，它们合并成一个牧区联盟。整个牧区联盟由东上绍尔兰總鐸區管辖。
过去在今天的市区里有一个人数相当多的犹太人少数人群。1833年下马尔斯贝格有107名犹太居民，犹太学校有13个孩子上学。1849年下马尔斯贝格的犹太会堂被火灾焚毁。1856在另一个地点重建。从19世纪中期开始在帕德贝格和下马尔斯贝格有被政府承认德犹太宗教社群。这两个社群也负责周边村落里犹太人的宗教。在下马尔斯贝格镇的区域内就有3座犹太会堂。今天帕德贝格的犹太会堂以及5个犹太墓地遗留下来。1938年水晶之夜里下马尔斯贝格的犹太会堂被洗劫。第二次世界大战后它被作为电影院和迪斯科使用。2009年贡特·德姆尼希设置绊脚石纪念被杀害的犹太人。
19世纪里新教信徒数量又开始提高。从1840年代开始就有重建新教宗教组织的努力，从1860年代开始当地有一个布里隆教会的分会，从1878年开始这个分会独立。第二场世界大战后许多难民逃到马尔斯贝格使得它的新教信徒数量骤增。2000年代里70%的居民信奉天主教、19%新教、11%其它宗教信仰或者没有宗教信仰。
市内还有一座土耳其的清真寺。

### 合并
1975年1月1日北莱茵-威斯特法伦州进行行政区划改革，在这个过程中通过合并形成了马尔斯贝格，在这个过程中除过去独立的上下马尔斯贝格市外还有11个附近的村镇合并到一起。从邻近县还有其它4个村镇被合并组成马尔斯贝格。

### 人口发展

#### 上下马尔斯贝格
| 日期          | 下马尔斯贝格 | 上马尔斯贝格 | 马尔斯贝格 |
| ------------- | ------------ | ------------ | ---------- |
| 1961年6月6日  | 8962         | 1849         | 10,811     |
| 1970年5月27日 | 8968         | 1809         | 10,777     |
| 1974年6月30日 | 8826         | 1777         | 10,603     |

来源：北莱茵-威斯特法伦州数据处理和统计局：1961年和1970年人口普查数据，1974年调查居民数量数据

#### 马尔斯贝格
| - 1975年：22,590人 - 1990年：21,124人 - 1991年：21,421人 - 1992年：21,681人 - 1993年：22,082人 - 1994年：22,824人 - 1995年：23,058人 | - 1996年：22,982人 - 1997年：22,946人 - 1998年：22,757人 - 1999年：22,619人 - 2000年：22,475人 - 2001年：22,382人 - 2002年：22,368人 | - 2003年：22,130人 - 2004年：21,935人 - 2005年：21,875人 - 2006年：21,689人 - 2007年：21,790人 - 2008年：21,244人 - 2009年：20,993人 | - 2010年：20,800人 - 2011年：20,232人 - 2012年：20,110人 - 2013年：19,908人 - 2020年：19,488人 - 2021年：19,377人 - 2022年：19,736人 |

来源：北莱茵-威斯特法伦州数据处理和统计局：1975年数据来自于1974年6月30日提供的新行政区划数据；从1990年开始每年12月31日的统计数据；2011年：人口普查的数据。
预计马尔斯贝格的人口数在今后数年内会继续降低1%到2%。这个预测与上绍尔兰县的总预测一致。

## 政治

### 市议会
2020年9月13日北莱茵-威斯特法伦州地区选举的结果是：
| 党派               | 2020年获得选票百分比 | 2020年席位 |         | 2014年获得选票百分比 | 2014年席位 |        | 席位 | 席位 |
| 党派               | 2020年获得选票百分比 | 2020年席位 | 2009年  | 2014年获得选票百分比 | 2014年席位 | 2004年 |      |      |
| 基民联             | 41.24 %              | 14         | 43.84 % | 15                   | 16         | 18     |      |      |
| 社民党             | 34.86 %              | 12         | 36.19 % | 13                   | 14         | 13     |      |      |
| 市民组织           | 12.24 %              | 04         | 09.22 % | 03                   | 04         | 04     |      |      |
| 绿党               | 09.61 %              | 03         | 06.49 % | 02                   | 03         | 02     |      |      |
| 左翼党             | 02.06 %              | 01         | 04.25 % | 01                   | 0–         | 0–     |      |      |
| 我们为马尔斯贝格组 | 0–                   | 0–         | 0–      | 0–                   | 0–         | 01     |      |      |

### 市长
2020年选举的市长是基民联的托马斯·施罗德，他获得55.61%的选票。

### 徽章、印章和旗帜
1977年3月24日阿恩斯貝格行政区区长签署文献正式授予马尔斯贝格拥有徽章、印章和旗帜的权利。
徽章
红底金色的大写字母A
意义
马尔斯贝格是上马尔斯贝格的合法继承人，因此它延续使用1909年12月20日由普鲁士国王授予的徽章。这个徽章原始于13世纪由上马尔斯贝格铸造的硬币，在这些硬币上刻有市的保护圣人彼得，他的旁边刻有字母A。
封印
封印上有一个大写的字母A，环绕封印周边上方写着STADT，下方MARSBERG。
旗帜
黄色的底色上有城市的徽章，徽章稍微靠近旗杆一边。旗帜的底色是竖着的红黄红三道颜色

### 友好城市
自1967年起马尔斯贝格与法国加来海峡省利莱尔是友好城市。从两个体育俱乐部之间的友好关系发展到1978年马尔斯贝格与比利时奥登堡建立友好关系。

## 文化和名胜

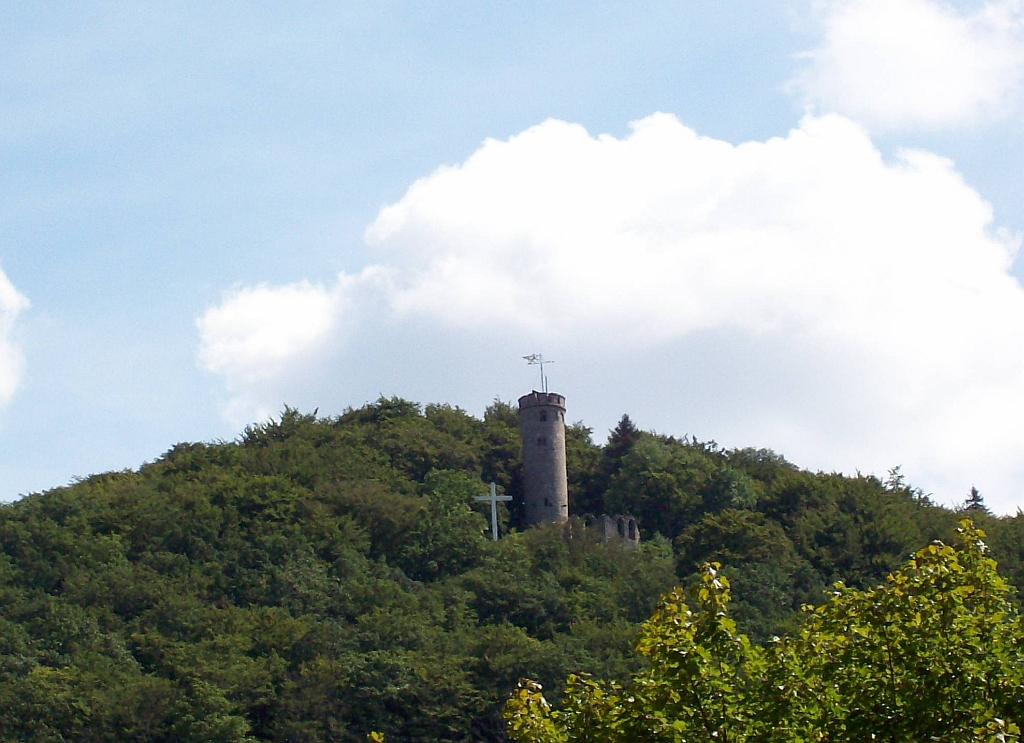
比尔斯坦塔

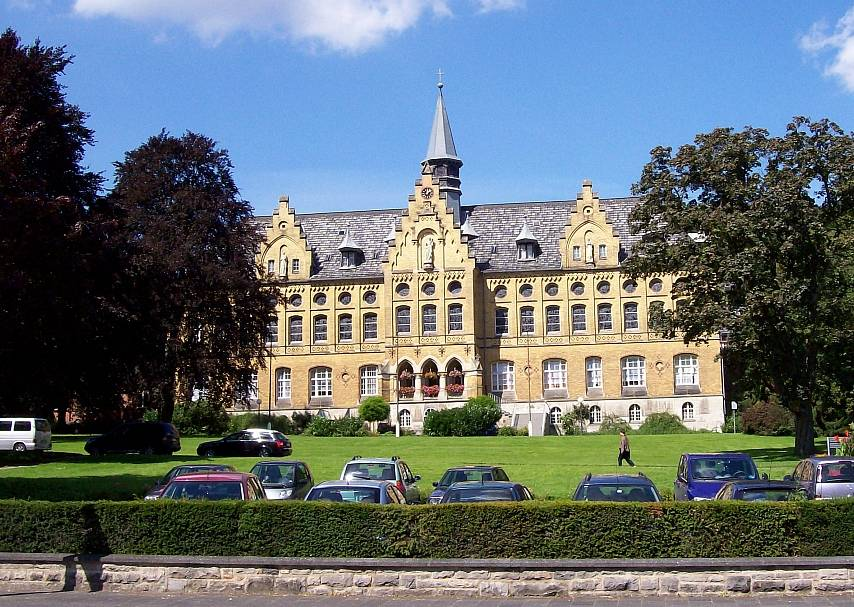
圣约翰尼斯修道院主建筑

### 博物馆
马尔斯贝格有一家乡博物馆，里面展示上下马尔斯贝格的地质、考古发现和历史。此外博物馆里还展出当地的雕塑艺术品以及日常用品。
吉里扬矿山今天是一座游客矿山，里面的展览显示当地的地质和铜矿矿山的情景。

### 建筑物
上马尔斯贝格有一些列老建筑，其中包括过去的修道院地区和圣尼古莱教堂。
上马尔斯贝格的老市政厅最初建于13世纪，三十年战争后重建。建筑前有一历史上遗留下来的颈手枷。部分市的城墙和一座守望塔也被保留下来。

### 自然保护区
乌多尔夫村附近的自然保护区保护了老的农业方式，为众多动植物提供生活环境。市区内的另一个自然保护区是迪默爾湖。

### 废墟
中世纪里今天马尔斯贝格市区内有众多散落的村落、农庄或者农民房屋。许多这些居民点位于水源附近或者土地肥沃的地方。今天许多这些村落或者农庄已经不存在了。

### 体育

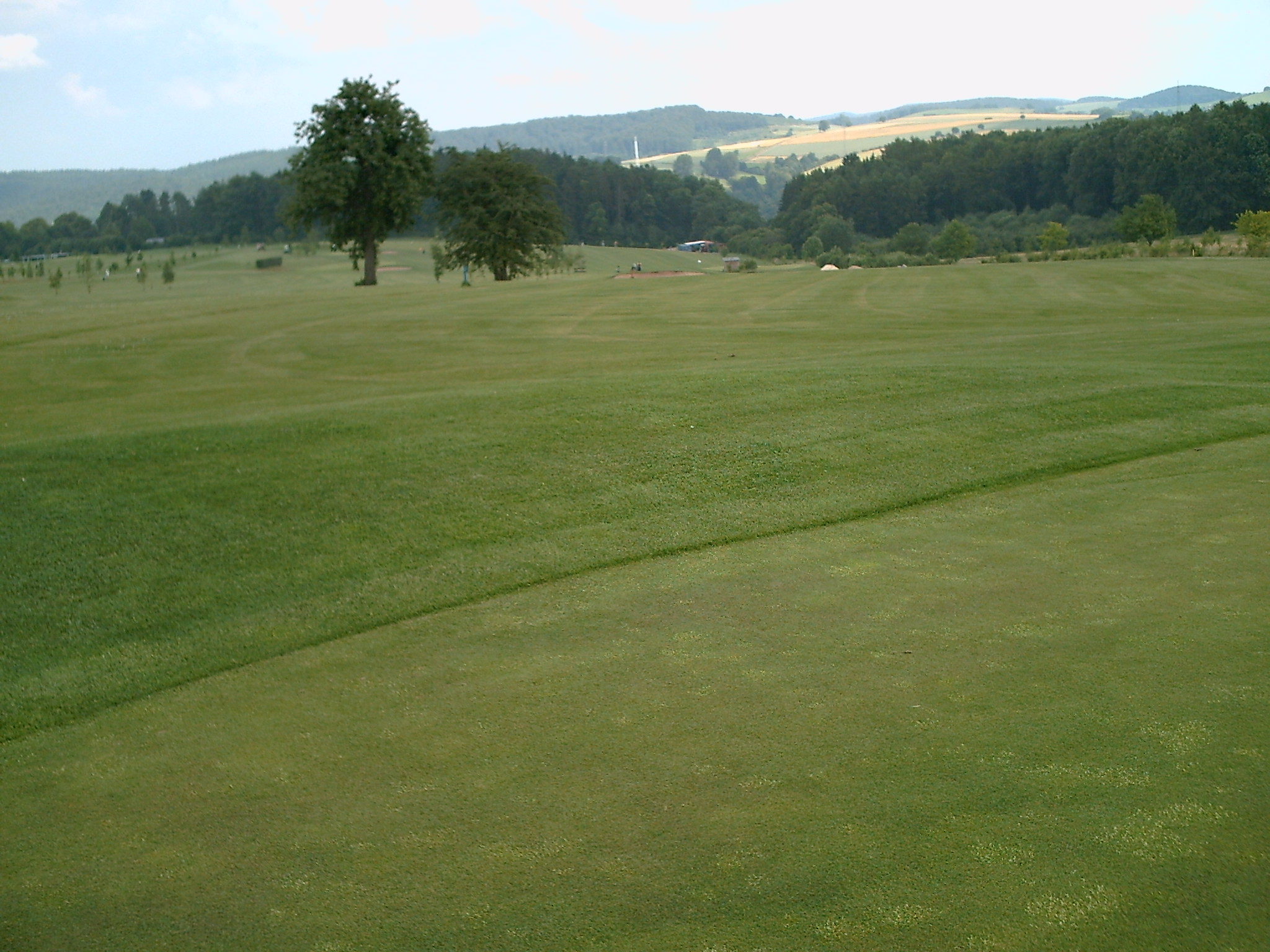
高尔夫球场

马尔斯贝格市区内有一体操厅、两个人工草地操场、三个土操场和12个自然草地操场。此外市内有一座室内游泳池、多座网球场、一座羽毛球和网球中心、一座骑马场、一座射箭场、两座微型高尔夫球场以及一座高尔夫球场。两条远程徒步道路的起点或终点在马尔斯贝格。

### 定期活动
几乎所有的市区都举办自己的射手节。各市区轮流举办年度的市射手节。马尔斯贝格是上绍尔兰县最早举办年度市射手节的城市。每年10月的第3个周末举办万圣节市场，周日有游行。一些市区也举办狂欢节游行。

## 经济和基础设施

### 经济史

#### 中世纪和现代早期

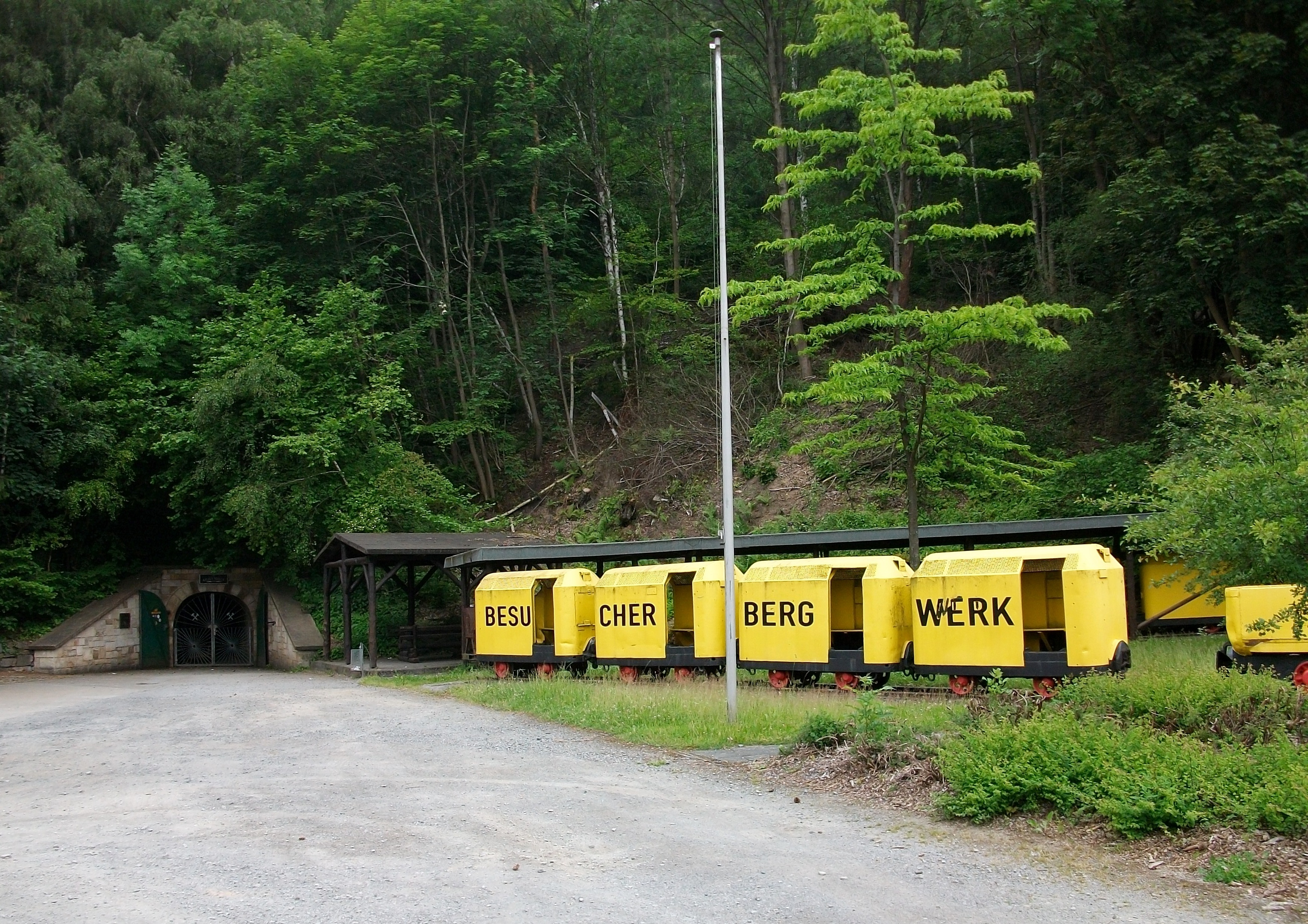
基里安矿山的入口

矿山和金属加工对马尔斯贝格的经济和总发展有中心作用。遗留下来的矿渣证明在8世纪在今天马尔斯贝格的市区内就已经有铜矿和冶炼铜矿的设施。当地的一座修道院在中世纪是采矿的中心。一些村落是专门为矿工设立的。中世纪后期马尔斯贝格的商人从事远程贸易并加入汉萨同盟。马尔斯贝格铸造的盔甲是重要的出口品。打造的盔甲的原料来自于附近的铁矿。
从约16世纪开始铁矿开采和铁矿加工的重要性超过了铜的生产。除铁原材料外在16世纪马尔斯贝格还生产炮、炮弹、炉子和壁炉。1612年在马尔斯贝格沿迪默爾河和格林德河共有6座冶矿作坊。马尔斯贝格的贸易关系远到荷兰。1618年阿姆斯特丹的商人获得选帝侯特许在马尔斯贝格生产铸铁产品，包括武器。威悉河是出口途径。三十年战争期间威悉河被封锁中断了这个贸易关系。从17世纪中开始威斯特法伦公国的采矿业开始走下坡路。马尔斯贝格附近的矿业相对来说还算不错的。荷兰甚至派人刺探对马尔斯贝格的矿山。18世纪马尔斯贝格的经济重振。中世纪末期已经关闭的铜矿此时又开始开采。在铁矿里也有许多矿工工作。马尔斯贝格的冶炼作坊的生产量甚至超过了其矿山的生产量，因此得从附近地区进口矿石。
马尔斯贝格修道院分院种植葎草酿制啤酒。磨坊业在马尔斯贝格也有重要性。马尔斯贝格控制的一道磨坊谷里有多座磨坊，其中一座从12世纪开始就已经运行了。

#### 19和20世纪

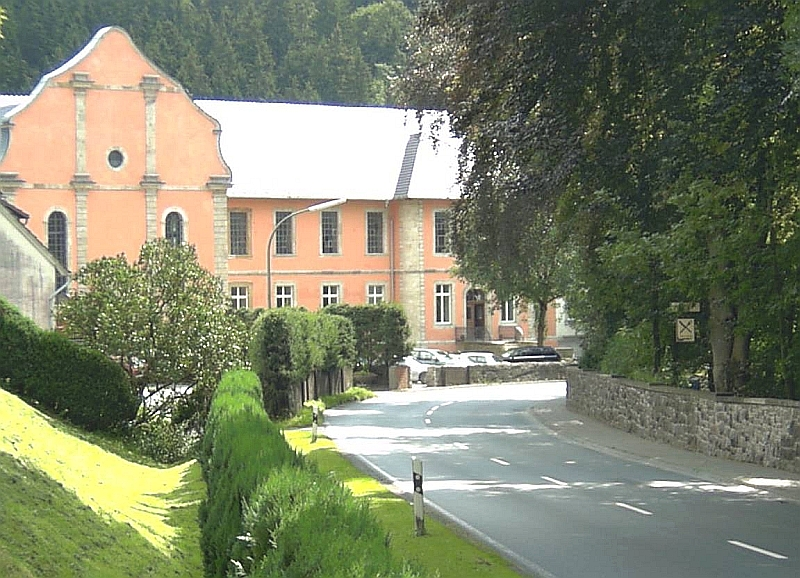
19世纪建造的西奥多冶矿场

19世纪传统的冶矿工坊逐渐演化为现代化的冶矿工业。造纸业和玻璃制造业也在马尔斯贝格形成。1830年在下马尔斯贝格建造了一座现代化的造纸厂。1856年该造纸厂有170名职工，年周转达10万塔勒。后来该造纸厂专业化，在第一次世界大战前成为德国西北部最大的上等信纸生产厂。
马尔斯贝格依然是有色金属采矿的中心之一。1872年当时市内的矿山改为股份公司。该股份公司集中了当地所有的铜矿。1870年左右的萧条过去后产量又上升。1870年的采矿量为2万吨，1880年为4.2万吨。1890年铜产量为735吨。由于地表的矿石被开采殆尽，矿山开始向地下发展。当时该股份公司共有200名矿工和300名冶炼工人，是马尔斯贝格地区最大的企业。
由于矿山运输的需要铁路修到马尔斯贝格，到1880年为止铁路使得马尔斯贝格的经济发展迅速。此后由于结构和经济发展的原因采矿量迅速下降。1897年第一座大的矿山关闭，此后其它矿山相继关闭。
第一次世界大战后铜矿业的重要性不断下降。矿山首先被关闭，在大萧条期间冶炼厂也被关闭。纳粹时期为了提高德国经济的自主性马尔斯贝格的铜矿又被开采。第二次世界大战后矿山终于被彻底放弃。由于当地的矿石含量比较低，因此在冶炼时使用了特殊的冶炼方法，通过添加盐在低温下冶炼。战后矿渣被当作运动场的铺垫使用。一直到1991年才发现这些矿渣有很高的多氯双苯并对二𫫇英含量。

### 今天的经济结构

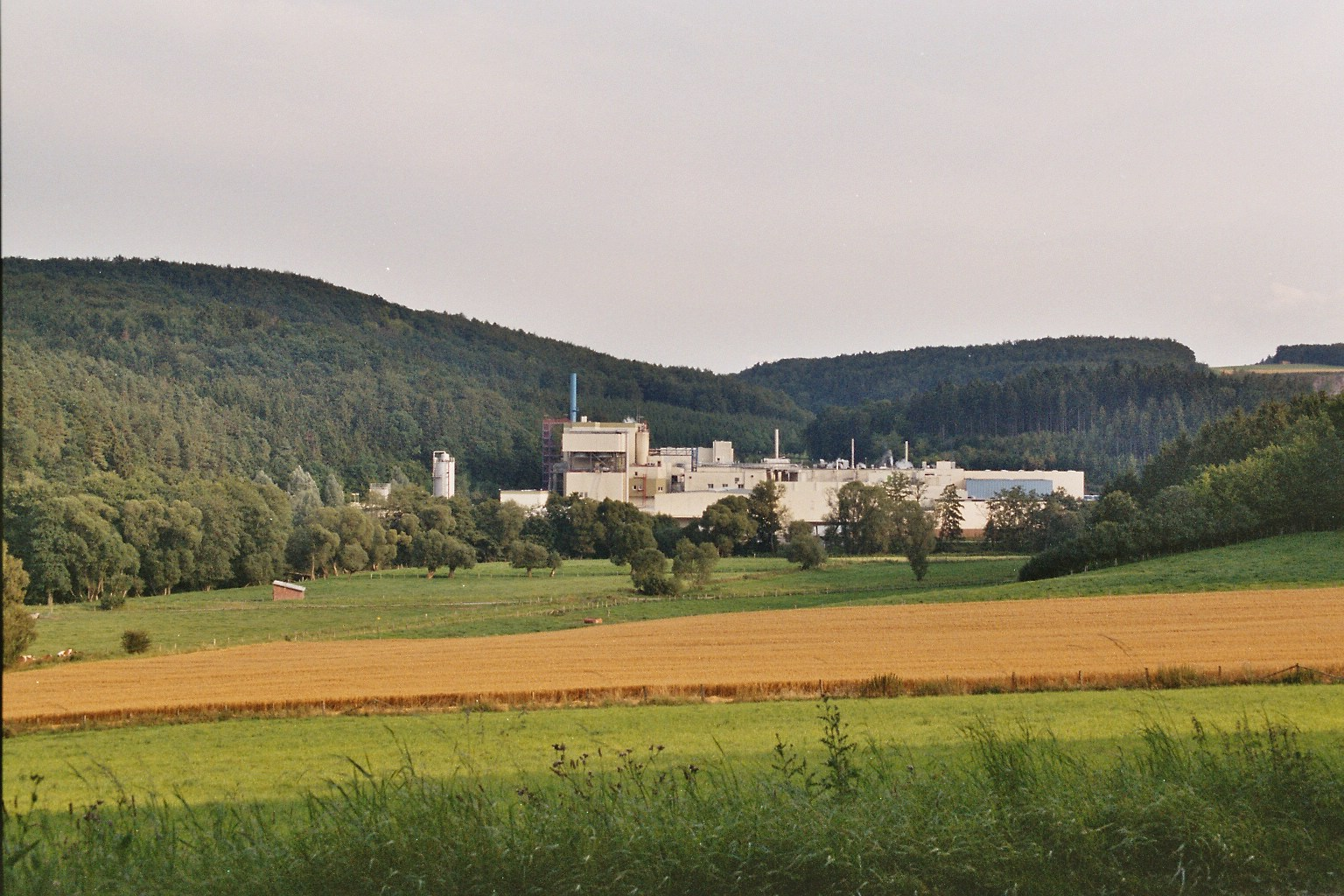
WEPA造纸厂

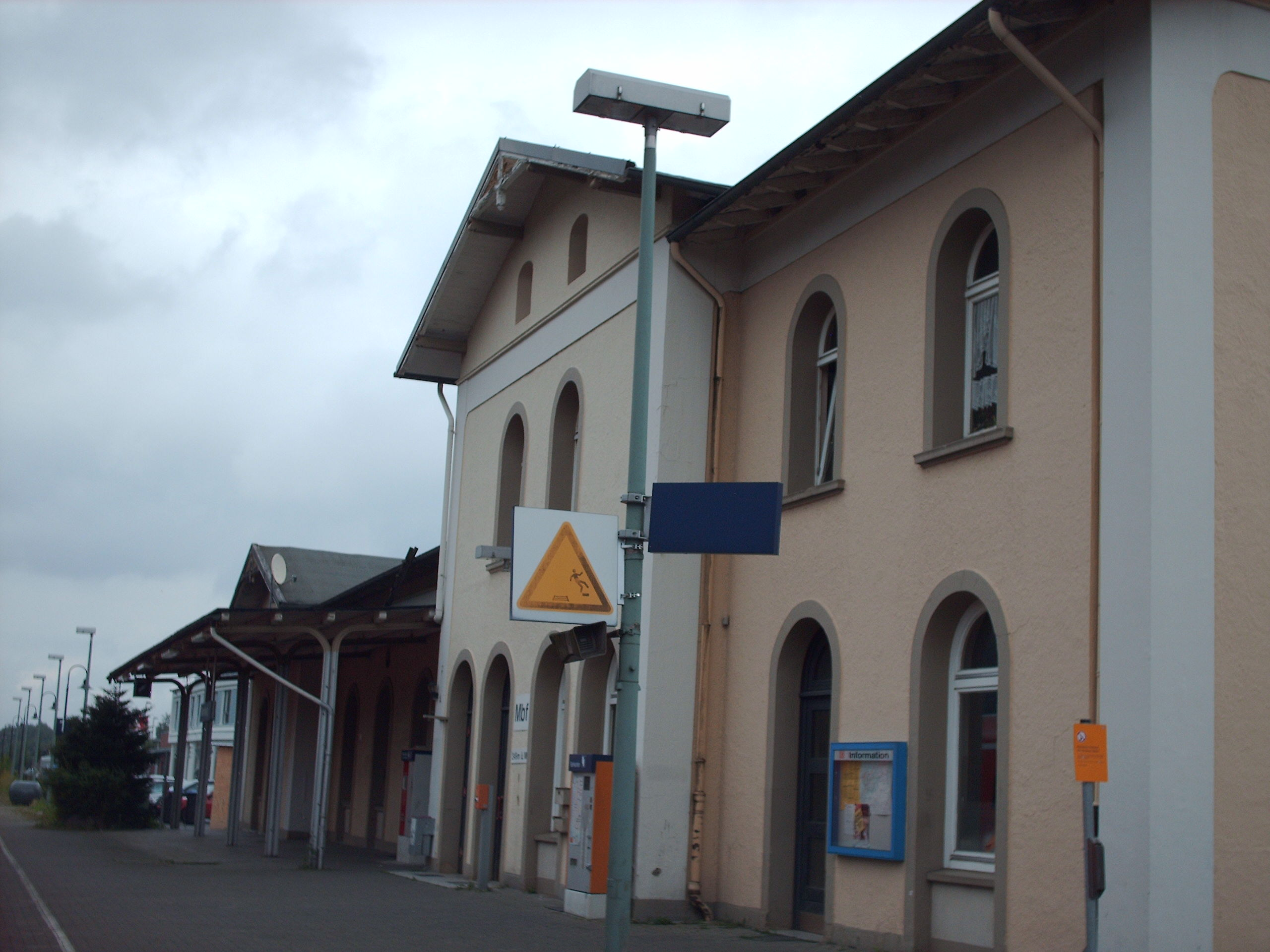
马尔斯贝格火车站

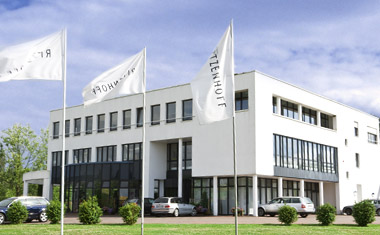
Ritzenhoff的管理楼

矿业被关闭后今天马尔斯贝格市区内的生产企业主要是中等企业。重要的企业部门包括玻璃制造、金属加工、纺织品、造纸和木料加工。服务行业在市内也非常重要。马尔斯贝格有一座心理学医院。今天它是市区内最大的雇主。旅游业也很重要。2002年市内缴社会保险的6523名职员里2477名在生产加工行业就职。在服务业（不包括政府机构）有2069名职员就职，商业649名，建筑业626名。跨地区知名的企业有造纸厂Ritzenhoff、WEPA以及韦斯特海姆啤酒厂。

### 交通
德国7号联邦公路通过马尔斯贝格。德国44号高速公路在马尔斯贝格有两个出入口。
马尔斯贝格有三座火车站。
弗利克斯巴士的城際巴士在马尔斯贝格有一车站。

### 媒体
3份地区性报纸在马尔斯贝格有专栏，一个地区性电台在当地有一个广播站。

### 公共设施
马尔斯贝格地区性法院位于市内。

### 教育
马尔斯贝格有3座市办幼儿园、5座教会办的幼儿园和4座独立的幼儿园。
市内有3座小学和4座中学。市内医院有一自己的学校。

## 书籍
- Gerhard Brökel: Erlinghausen. Eine Dorfgeschichte. Hrsg. von der Kath. Kirchengemeinde St. Vitus Erlinghausen, Benedict-Press, Münsterschwarzach 1984.
- Hugo Cramer: Der Landkreis Brilon im Zweiten Weltkriege 1939–1945 – Erlebnisberichte vieler Mitarbeiter aus dem ganzen Kreisgebiet. Josefs-Druckerei, Bigge 1955.
- Georg Dehio, unter wissenschaftlicher Leitung von Ursula Quednau: Handbuch der deutschen Kunstdenkmäler. Nordrhein-Westfalen II Westfalen. Deutscher Kunstverlag, Berlin/München 2011, ISBN 978-3-422-03114-2.
- Harm Klueting（编辑）: Das Herzogtum Westfalen. Bd.1: Das kölnische Herzogtum Westfalen von den Anfängen der Kölner Herrschaft im südlichen Westfalen bis zur Säkularisation 1803. Münster 2009, ISBN 978-3-402-12827-5.
- Marsberger Heimatbund (Hrsg.): Marsberg, Horhusen. Stadtgeschichte aus 11 Jahrhunderten. Marsberg, 2000.
- Hermann Runte: Zur Geschichte Marsbergs In: Sauerland 2/2010, S. 60–68, online （页面存档备份，存于）
- Hans-Georg Stephan: Marsberg-Horhusen. Eine bedeutende frühe Bergbauregion am Ostrand des Rheinischen Schiefergebirges: Modell und Sonderfall. in: Yves Hoffmann, Uwe Richter (Hg.): Die Frühgeschichte Freibergs im überregionalen Vergleich. Städtische Frühgeschichte – Bergbau – früher Hausbau. Mitteldeutscher Verlag, Halle/Saale 2013, S. 243–294, ISBN 978-3-95462-132-3.
- Heinz Stoob: Die Stadt Marsberg bis zum Spätmittelalter. In: Köln, Westfalen 1180 – 1980. Landesgeschichte zwischen Rhein und Weser. Band 1. Münster, 1981 S. 233–236.